# 오존 FC
오존 FC 벵갈루루(Ozone Football Club Bengaluru) 또는 간단히 오존 FC(Ozone FC)로도 알려진 카르나타카주 벵갈루루에 연고를 둔 인도의 프로 축구 클럽이었다. 2015년에 창단된 후 주 최고의 축구 리그인 방갈로르 슈퍼 디비전에 소속되어 있었다. 2017–18, 각각 2018–19 시즌 에서 I리그 2부 리그의 최종 라운드에 도달했으며 2017–18에서 벵갈루루 슈퍼 리그의 우승자이기도 하다.

## 선수 명단

### 역대
- 손용찬(2018)